# 팬택 베가 넘버 5
팬택 스카이 베가 N°5(Pantech SKY Vega N°5)는 팬택이 2011년 7월 11일에 KT를 통해 출시한 구글 안드로이드 패블릿 스마트폰이다.
태블릿 컴퓨터와 스마트폰 사이의 틈새시장을 공략한 기종으로서 대한민국산 스마트폰 중 처음으로 5인치 화면을 갖추었다. 퀄컴사의 1.5 GHz 듀얼코어 스냅드래곤 S3 프로세서를 탑재하는 등 기존의 스카이 베가 레이서와 거의 동일한 하드웨어 사양을 가지고 있으나, 5인치의 액정에는 다소 부족한 WVGA 해상도를 사용하고 있으며 화면밀도(DPI)가 160으로 설정되어 있어 가독성이 다소 떨어지는 단점이 있다.
출시 당시 안드로이드 2.3.3 진저브레드로 출시되었고 2012년 4분기 중에 업그레이드가 예정되어 있었으며 2012년 11월 26일 안드로이드 4.0.4 아이스크림 샌드위치로 업그레이드 되었다. 업그레이드 당시 이미 젤리빈까지 나와있었고 그나마 아이스크림 샌드위치에서는 4.0.4 최고 빌드 단계인 IMM76L까지 갈 수 있었지만 베가 레이서와 마찬가지로 IMM76D로 빌드되었다. 현재 커스텀 롬을 이용해 안드로이드 4.1.2 젤리빈까지 업그레이드할 수 있다. 실제로는 안드로이드 4.2.2 젤리빈까지 업그레이드할 수 있지만 카메라가 되지 않는 문제때문에 많이 사용되고 있지는 않고 있다.
업그레이드 후 MDPI로 설정된 화면밀도 때문에 Play 스토어의 몇몇 화면이나, 프로그램 설치·제거 화면 등 일부 화면에서 태블릿 모드의 화면으로 나오는 기이한 현상이 생겼다.
2012년 7월에 후속작으로 볼 수 있는 스카이 베가 S5가 출시되었으며, 2013년 2월에는 같은 넘버시리즈의 이름이 채용된 후속 기종인 베가 넘버 6이 출시되었다.

## 색상
- 블랙
- 화이트

## 특수 기능

### 음성 검색
음성으로 검색할 수 있다.

### 3D 내비게이션
실시간 교통정보를 지원한다.

## 경쟁 기종
- 삼성 갤럭시 S2
- LG 옵티머스 블랙
- LG 옵티머스 빅
- LG 옵티머스 3D
- 애플 아이폰 4s